# PepePhone
Pepephone és una operadora telefonia del grup MasMovil.
Es va crear com empresa de telefonia mòbil el 2007 a Llucmajor. El 2015 tenia més de 475.000 clients de mòbil, més de 40.000 de banda ampla i 64 milions d'euros d'ingressos, amb una plantilla de 22 treballadors.
L'empresa fou comprada per 158 milions d'euros per MÁSmóvil el 2016, que d'aquesta manera esdevingué el quart operador espanyol. El 2017 va començar a ofertar també serveis de fibra òptica.